# António-Serge de Pinho Campinos
António Campinos (teljes nevén António-Serge de Pinho Campinos) (1968 –) portugál származású jogász, európai köztisztviselő. 2017. októberéig az Európai Unió Szellemi Tulajdoni Hivatala (EUIPO) ügyvezetője. 2018. július 1-jétől az EPO elnöke.

## Életpályája
Jogi tanulmányait Montpellierben és Nancyban folytatta, majd a bankszektorban dolgozott. 2005-ben került a Portugál Szellemi Tulajdonvédelmi Intézethez (INPI), amelynek elnöke volt. Éveken át a BPHH (ma: EUIPO) adminisztratív tanácsának az elnöke volt. 2010. október 1-jétől a BPHH elnökévé választották; ezt a tisztségét (2017. március 23-tól mint az EUIPO ügyvezetője) töltötte be.
Az EUIPO-nál töltött ideje alatt hozták létre az European Observatory nevű szervezetet.
2018. július 1-jével António Campinos vette át az elnöki pozíciót az Európai Szabadalmi Hivatalban Benoît Battistelli leköszönő elnöktől. Hivatali idejét 2023. július 1-jétől további öt évre meghosszabbították. 